# Mistrzostwa Europy w Lekkoatletyce 2016 – rzut młotem mężczyzn
Rzut młotem mężczyzn – jedna z konkurencji technicznych rozgrywanych podczas lekkoatletycznych mistrzostw Europy na Stadionie Olimpijskim w Amsterdamie.

## Terminarz
| Data     | Godzina |              |
| -------- | ------- | ------------ |
| 8 lipca  | 12:30   | Kwalifikacje |
| 10 lipca | 17:10   | Finał        |

## Rekordy
|                                        | Zawodnik      | Wynik | Miejsce   | Data                  |
| -------------------------------------- | ------------- | ----- | --------- | --------------------- |
| Rekord świata                          | Jurij Siedych | 86,74 | Stuttgart | 30 sierpnia 1986(dts) |
| Rekord Europy                          | Jurij Siedych | 86,74 | Stuttgart | 30 sierpnia 1986(dts) |
| Rekord mistrzostw Europy               | Jurij Siedych | 86,74 | Stuttgart | 30 sierpnia 1986(dts) |
| Najlepszy wynik na świecie w 2016 roku | Paweł Fajdek  | 7,16  | Bydgoszcz | 5 czerwca 2016(dts)   |
| Najlepszy wynik w Europie w 2016 roku  | Paweł Fajdek  | 7,16  | Bydgoszcz | 5 czerwca 2016(dts)   |

## Rezultaty

### Kwalifikacje
Awans: 75,00 m (Q) lub 12 najlepszych rezultatów (q)
| Poz. | Grupa | Zawodniczka              | Reprezentacja   | Próby | Próby | Próby | Wynik | Uwagi |
| Poz. | Grupa | Zawodniczka              | Reprezentacja   | 1     | 2     | 3     | Wynik | Uwagi |
| ---- | ----- | ------------------------ | --------------- | ----- | ----- | ----- | ----- | ----- |
| 1.   | B     | Paweł Fajdek             | Polska          | x     | x     | 78,82 | 78,82 | Q     |
| 2.   | A     | Iwan Cichan              | Białoruś        | 73,34 | 74,19 | 76,10 | 76,10 | Q     |
| 3.   | A     | Wojciech Nowicki         | Polska          | 74,33 | 75,85 | -     | 75,85 | Q     |
| 4.   | B     | Marcel Lomnický          | Słowacja        | 72,97 | 74,68 | x     | 74,68 | q     |
| 5.   | B     | Mihail Anastasakis       | Grecja          | 73,29 | 71,95 | 74,01 | 74,01 | q     |
| 6.   | A     | Chris Bennett            | Wielka Brytania | 74,39 | 72,62 | x     | 74,39 | q     |
| 7.   | B     | Serghei Marghiev         | Mołdawia        | 73,95 | x     | x     | 73,95 | q     |
| 8.   | B     | Özkan Baltacı            | Turcja          | 73,10 | 71,34 | 70,67 | 73,10 | q     |
| 9.   | A     | David Söderberg          | Finlandia       | 72,96 | x     | 70,19 | 72,96 | q     |
| 10.  | B     | Marco Lingua             | Włochy          | 72,94 | x     | x     | 72,94 | q     |
| 11.  | B     | Javier Cienfuegos        | Hiszpania       | 70,97 | 72,21 | 72,73 | 72,73 | q     |
| 12.  | B     | Siarhiej Kałamojec       | Białoruś        | 67,36 | 69,94 | 72,55 | 72,55 | q     |
| 13.  | A     | Andrij Martyniuk         | Ukraina         | x     | 72,15 | 72,37 | 72,37 |       |
| 14.  | A     | Pawieł Barejsza          | Białoruś        | 70,71 | 72,19 | x     | 72,19 |       |
| 15.  | B     | Mark Dry                 | Wielka Brytania | 71,65 | 69,59 | 71,96 | 71,96 |       |
| 16.  | A     | Eivind Henriksen         | Norwegia        | 69,38 | 71,93 | 70,30 | 71,93 |       |
| 17.  | A     | Bence Pásztor            | Węgry           | 70,56 | 70,38 | 71,20 | 71,20 |       |
| 18.  | A     | Simone Falloni           | Włochy          | 70,51 | 69,76 | x     | 70,51 |       |
| 19.  | A     | Lukáš Melich             | Czechy          | 69,45 | 66,38 | 70,50 | 70,50 |       |
| 20.  | A     | Nejc Pleško              | Słowenia        | 66,66 | 70,44 | x     | 70,44 |       |
| 21.  | B     | Ákos Hudi                | Węgry           | 69,48 | 70,37 | 69,94 | 70,37 |       |
| 22.  | B     | Constantinos Stathelakos | Cypr            | 70,20 | x     | 68,36 | 70,20 |       |
| 23.  | B     | Tuomas Seppänen          | Finlandia       | 69,76 | 69,48 | x     | 69,76 |       |
| 24.  | B     | Ołeksandr Dryhol         | Izrael          | x     | 68,10 | 64,69 | 68,10 | NR    |
| 25.  | A     | Nick Miller              | Wielka Brytania | 67,76 | x     | x     | 67,76 |       |
| 26.  | B     | Serhiy Reheda            | Ukraina         | 66,72 | 65,56 | 66,36 | 66,72 |       |
|      | A     | Eşref Apak               | Turcja          | x     | x     | x     | NM    |       |
|      | A     | Libor Charfreitag        | Słowacja        | x     | x     | x     | NM    |       |

### Finał
| Poz. | Zawodniczka        | Reprezentacja   | Próby | Próby | Próby | Próby | Próby | Próby | Wynik | Uwagi |
| Poz. | Zawodniczka        | Reprezentacja   | 1     | 2     | 3     | 4     | 5     | 6     | Wynik | Uwagi |
| ---- | ------------------ | --------------- | ----- | ----- | ----- | ----- | ----- | ----- | ----- | ----- |
| 01 ! | Paweł Fajdek       | Polska          | 80,46 | 78,85 | 79,09 | 80,37 | 80,93 | 79,69 | 80,93 |       |
| 02 ! | Iwan Cichan        | Białoruś        | 76,60 | 75,16 | 76,42 | 76,18 | 75,84 | 78,84 | 78,84 |       |
| 03 ! | Wojciech Nowicki   | Polska          | 74,52 | 77,31 | 77,53 | x     | 77,43 | 76,02 | 77,53 |       |
| 4.   | Mihail Anastasakis | Grecja          | 75,89 | x     | x     | x     | x     | x     | 75,89 |       |
| 5.   | Marcel Lomnický    | Słowacja        | 73,26 | 75,41 | 75,19 | 75,84 | 74,55 | x     | 75,84 |       |
| 6.   | Siarhiej Kałamojec | Białoruś        | 69,11 | 73,97 | x     | 74,65 | x     | 67,88 | 74,65 |       |
| 7.   | David Söderberg    | Finlandia       | 74,22 | 73,83 | 72,98 | x     | 72,01 | 73,86 | 74,22 |       |
| 8.   | Serghei Marghiev   | Mołdawia        | 71,40 | 70,90 | 72,66 | 66,42 | 73,21 | x     | 73,21 |       |
| 9.   | Özkan Baltacı      | Turcja          | 68,96 | 71,35 | 69,36 | NQ    | NQ    | NQ    | 71,35 |       |
| 10.  | Chris Bennett      | Wielka Brytania | 69,85 | 70,43 | 70,93 | NQ    | NQ    | NQ    | 70,93 |       |
| 11.  | Marco Lingua       | Włochy          | 70,00 | x     | x     | NQ    | NQ    | NQ    | 70,00 |       |
| 12.  | Javier Cienfuegos  | Hiszpania       | 68,17 | x     | x     | NQ    | NQ    | NQ    | 68,17 |       |